# Bulbophyllum medusae
Бульбофілюм медузи (Bulbophyllum medusae) — вид рослини родини зозулинцеві.

## Назва
В англійській мові має назву «орхідея-медуза» (англ. Medusa orchid).

## Будова
Рослина з оригінальними квітами, з посіченими чашолистками довжиною до 12,5 см. Квіти з'являються з основи псевдокореневища.

## Поширення та середовище існування
Зростає у Південно-східній Азії.

## Практичне використання
Вирощується як декоративна рослина.

## Галерея

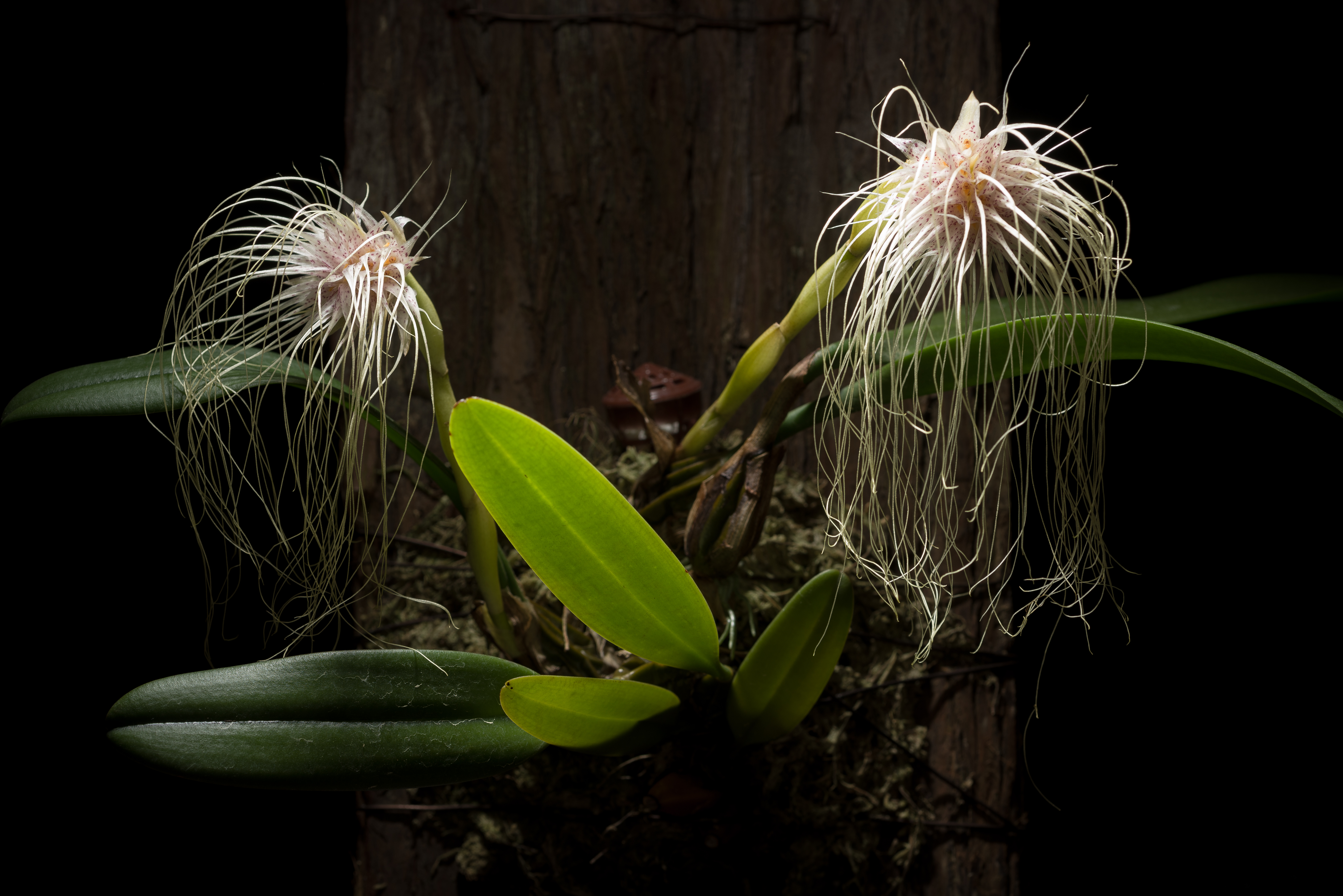
Зображення всієї рослини
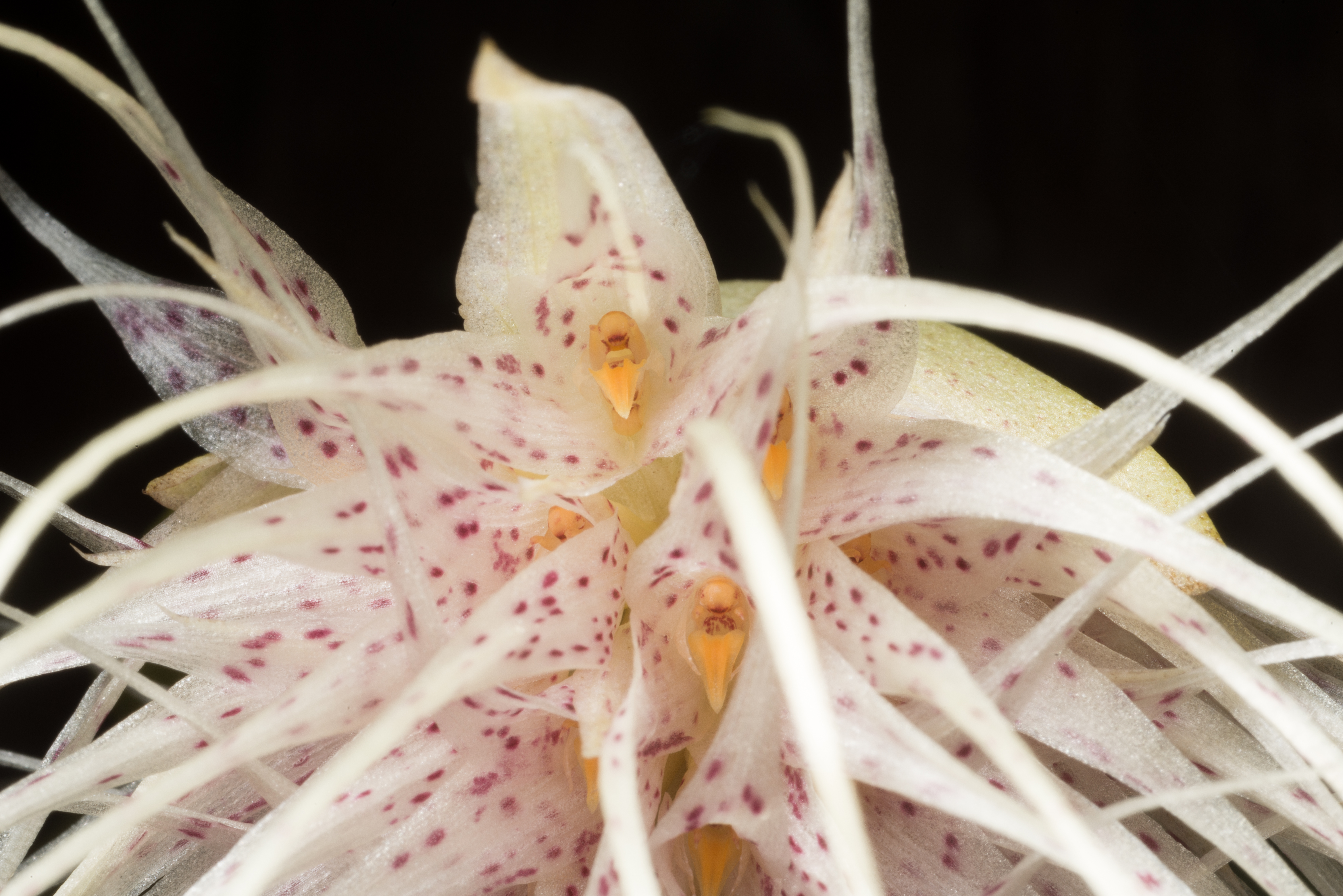
Квіти
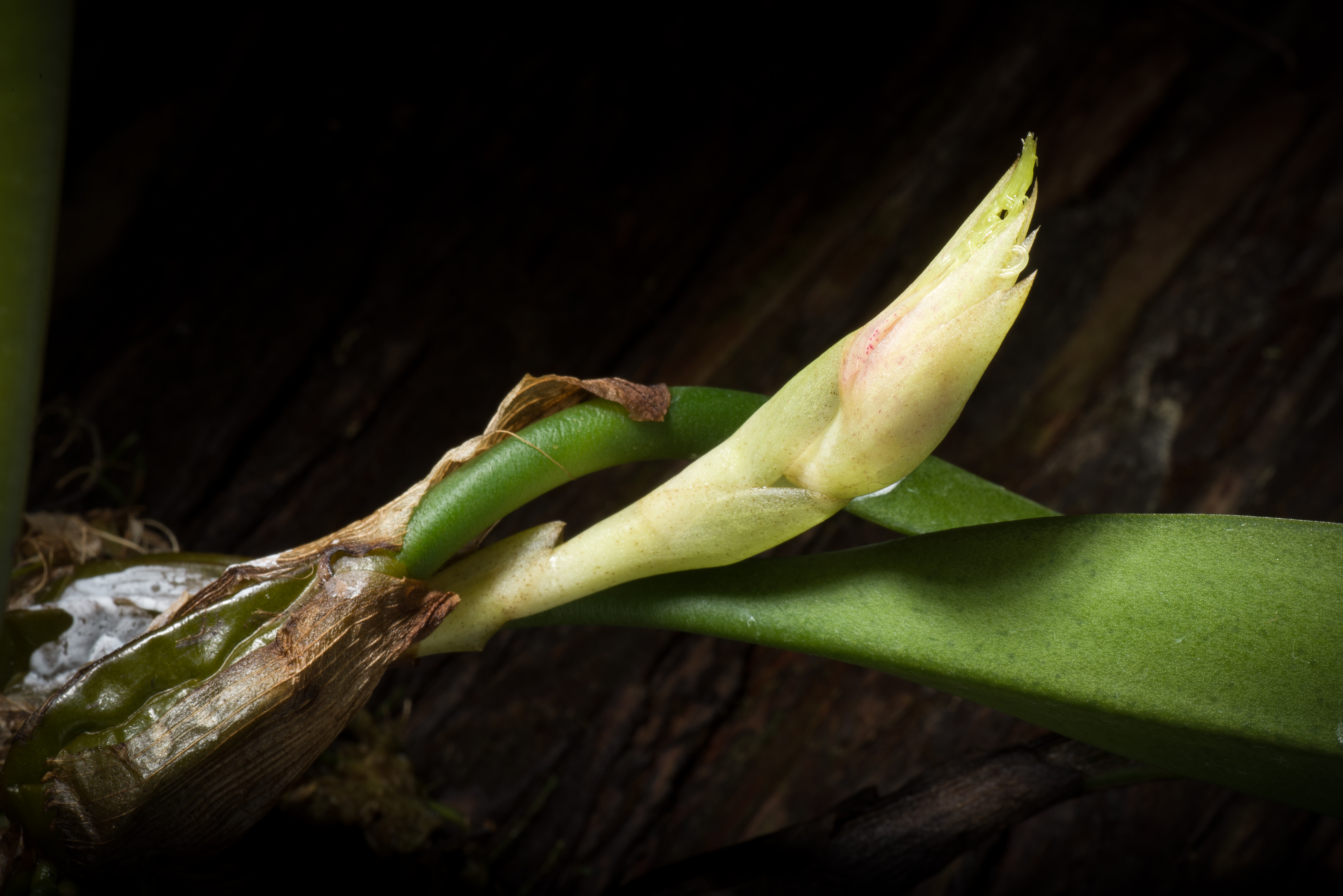
Квіткові бруньки